# Naturalismo humanístico
El naturalismo humanístico es la creencia de que todas las cosas vivientes son divinas e intrincadas extensiones de la naturaleza. Por lo tanto, merecen de algún modo el respeto por parte de los seres humanos. Los naturalistas aceptan la necesidad de adaptarse al cambio corriente, sea como sea. También en que la vida debe alimentarse de vida para sobrevivir. Pero reconocen al mismo tiempo la necesidad de un intercambio de recursos entre todas las especies.
La industria y la tecnología son enemigos del naturalismo. Durante miles de años (hasta el siglo XIX), las sociedades agrícolas y cazadoras sobrevivieron en armonía y equilibrio con la naturaleza. Una alteración seria de la existencia en la Tierra ocurre actualmente como consecuencia del progreso científico.
Naturalismo humanístico es un término utilizado por Howard L. Parsons en su obra Marx and Engels on Ecology, entendiendo que la lucha de clases propuesta por Marx y Engels también es un movimiento ecológico porque, según entiende, "apuntan a nuevas relaciones de cooperación y de ayuda mutua con la naturaleza no humana [...] es un naturalismo cualitativamente nuevo, un naturalismo humanístico".
En el mismo sentido, Eric Voegelin, al escribir sobre Karl Marx, afirma: "el socialismo o verdadero comunismo (wahre Kommunismus, Sozialismus), es el regreso del hombre a sí mismo como ser social. Es un naturalismo humanístico como solución al conflicto entre el hombre y la naturaleza (Ms. 1844 pp.114-116)".